# Оливија Луис
Оливија Луис (енгл. Olivia Lewis; Корми, 18. октобар 1978) је певачица и телевизијска личност са Малте. Пева разне стилове, од поп музике, преко ритам&блуз и соул музике до џеза.
Луис је најпознатија по упорном дугогодишњем учешћу на Малтешкој песми за Европу, националном избору за представника на Песми Евровизије, једанаест година узастопно од 1997. до 2007. Заузевши друго место три пута заредом, 2004, 2005. и 2006, Луис је 2007. остале кандидате у телегласању потукла до ногу. Малту је представљала у полуфиналу Песме Евровизије 2007. у Хелсинкију са песмом Vertigo ("Вртоглавица") у мешаном стилу оријенталне музике и фламенка.

## Биографија
Након часова певања и низа успешних наступа на локалним фестивалима, Први пут је учествовала на Малтешкој песми за Европу 1993, кад јој је било тек 14 година, као пратећи вокал победничкој песми This time у изведби Виљема Манђона. Оливија, међутим, није учествовала на Песми Евровизије, пошто евровизијска правила захтевају да сви извођачи на сцени имају навршених шеснаест година. Након неколико година, почела је да учи џез певање.
Као водећи певач Оливија Луис је на Малтешкој песми за Европу учествује непрекидно од 1997. до 2007. Песма Take a look, коју су за њено учешће 2004. писали Пол Ђордимајина и Флор Балзан била је прва у гласању жирија и друга у телегласању, заузевши укупно друго место (134 поена према 139 за Џули&Лудвига). 2005. године, када је победник биран телегласањем, Оливија изводи песму Déjà vu, са текстом Џерарда Џејмса Борга на музику Филипа Веле, и заузима друго место са 11.369 гласова према 11.935 за Кјару Сиракузу. 2006. године стиже и треће за редом друго место, са песмом Spare a moment (композитор Реј Агиус, текст Годвин Сант) и 7.623 гласа према 7.729 за победника, Фабриција Фањела.
2005. године, Оливија Луис објављује први синги Déjà vu, у првобитној изведби и као ремикс ДЏ Арманија.
Песму Vertigo, са којом је Оливија Луис победила на Малтешкој песми за Европу 2007, такође је потписао двојац Филип Вела и Џерард Џејмс Борг. Освојила је 30.977 гласова гледалаца (56% свих послатих гласова), према 7.647 за другопласирани Трилоџи. Песму је извела као гост у неколико каснијих националних финала: на Кипру, у Литванији, Шпанији и Грчкој, а снимак њеног наступа приказиван је и на финалима у Летонији и Ирској. Коначну верзију песме Vertigo ради иста скандинавска продукцијска кућа која је радила и Invincible за Каролу Хагквист 2006. [https://web.archive.org/web/20070228044304/http://www.maltasong.com/page.asp?n=newsdetails&i=9222%5D%3C%2Fsup%3E На сцени у Хелсинкију ће је пратити три пратећа вокала, виолиниста Џозеф Четкути и кореограф Џес. [https://web.archive.org/web/20070228044114/http://www.maltasong.com/page.asp?n=newsdetails&i=9248%5D%3C%2Fsup>
Оливија, вероватно извођач са највише покушаја у историји Песме Евровизије , изјавила је непосредно по победи на Малтешкој песми за Европу 2007.:
Не могу да говорим, апсолутно је бајковито.— Оливија Луис
Оливија Луис је певала на бројним фестивалима широм Европе и победила на фестивалима у Литванији и Бугарској. Била је редован учесник и на Међународном фестивалу малтешке песме (најбољи пласман је било треће место), а њен наступ са џез квартетом Пола Ђордимајине је отворио Малтешки џез фестивал 2005.
Учествује у телевизијском програму Kalamita, који се свакодневно емитује у поподневном термину на малтешкој телевизији.

## Наступи на Малтешкој песми за Европу
1997: 7. место, Falling (for your love), са Марвиком Луисом
1998: 15. место, 
1999: 7. место, 
2000: 5. место, 
2000: 9. место, 
2001: 7. место, 
2001: 10. место, 
2002: 11. место, 
2003: 6. место, 
2004: 2. место, 
2005: 2. место, 
2006: 2. место, 
2007: 1. место, 

## Тривија
- Хаљину у којој је Луис певала Vertigo у финалу Малтешке песме за Европу 2007, кимоно на црно-беле штрафте и сликама палми, изабрали су посетиоци њеног званичног мрежног места.